# Хайвельд
Хайвельд або Високий Вельд (англ. Highveld, афр. Hoëveld) — високогірне плато в Південній Африці, розташоване в Південно-Африканській Республіці та на заході Лесото. Тут розташовані деякі з найважливіших сільськогосподарських районів ПАР, а також найбільша концентрація столичних центрів, включно з агломерацією Гаутенг, у якій проживає третина населення країни. Хайвельд виділяють у окремий афротропічний екорегіон гірських луків та чагарників Луки Хайвельду (ідентифікатор WWF: AT1009). 

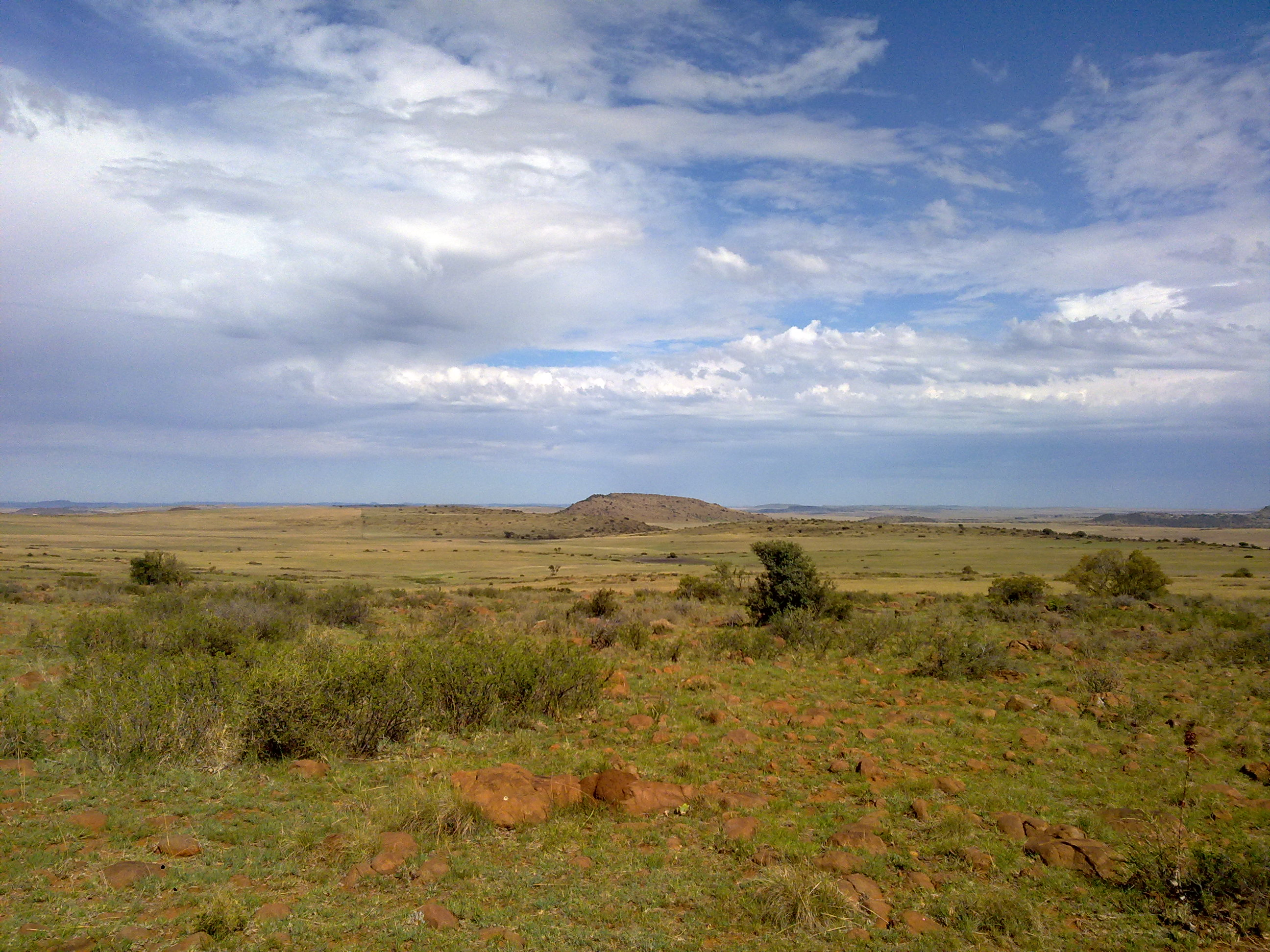
Луки Хайвельду в околицях Таба-Нчу

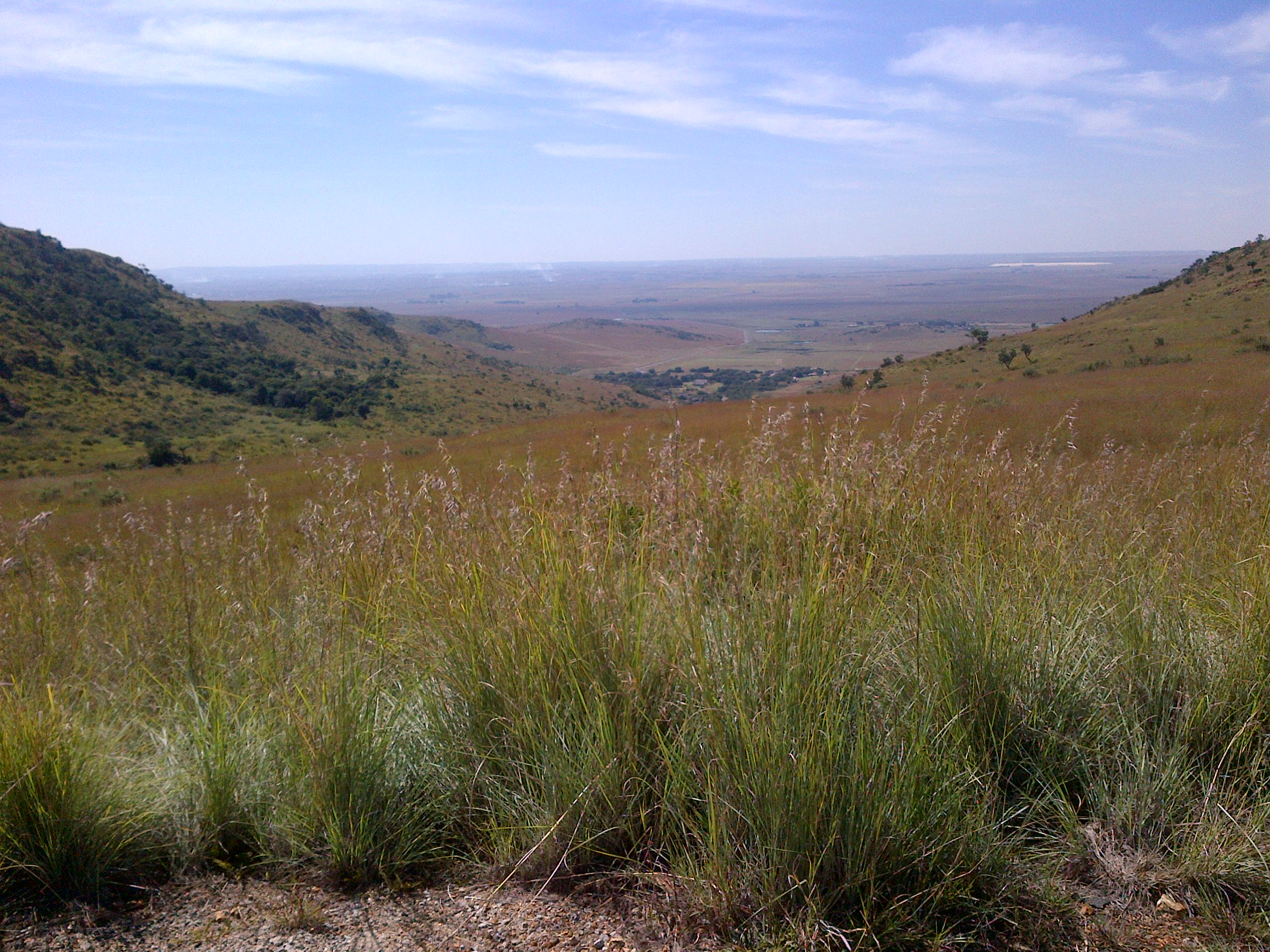
Ландшафт заповідника Суйкербосранд (заповідник)

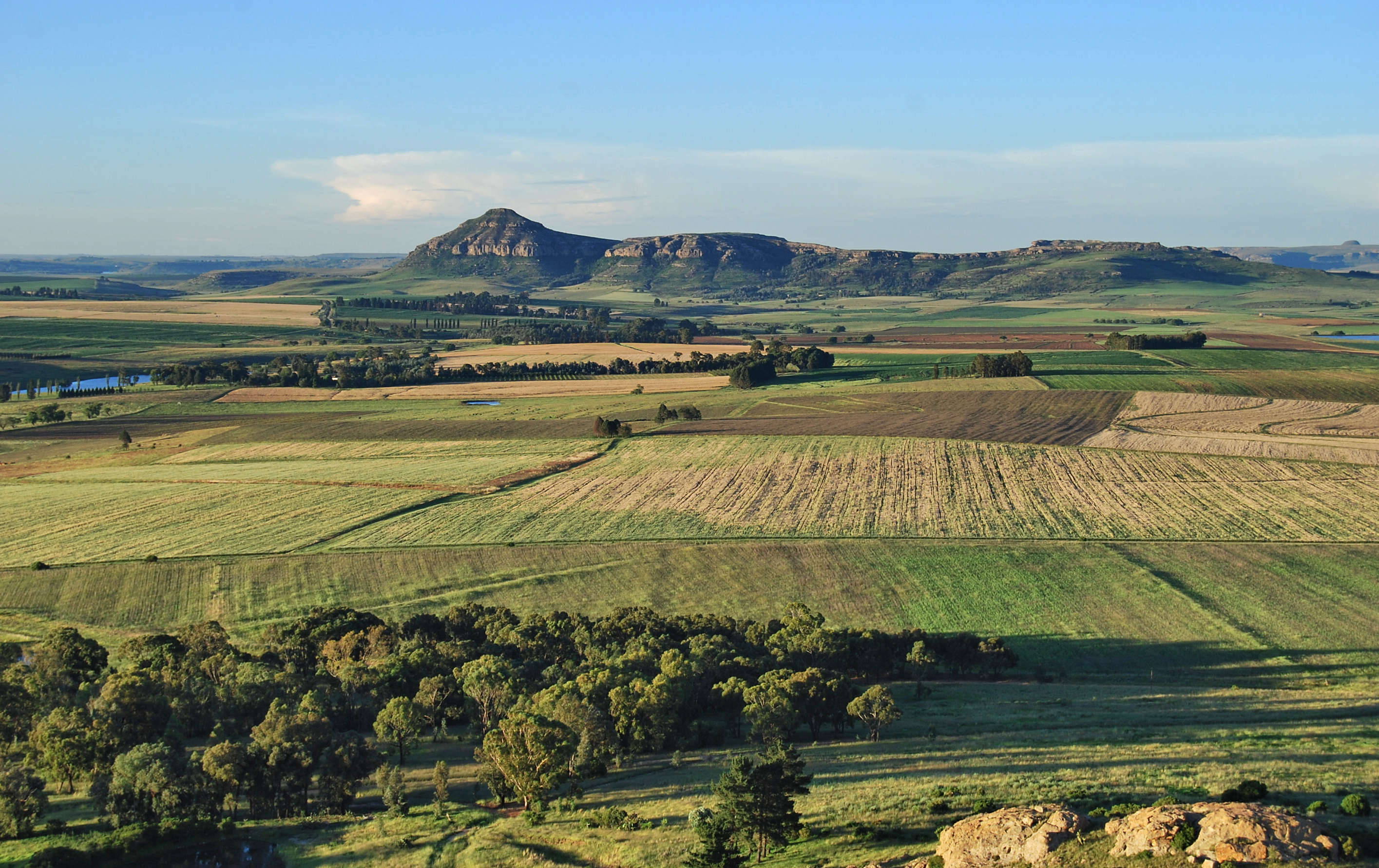
Сільськогосподарські угіддя в околицях Кларенс (ПАР)

## Географія
Хайвельд охоплює захід Лесото, більшу частину провінції Фрі-Стейт та майже всю територію Гаутенгу, а також захід Мпумаланги, сусідні райони Східнокапської і Північно-Західної провінцій та крайній південь Лімпопо в ПАР. На північ від нього, за горами Магалісбергу простягаються рівнини Бушвельду. На сході і півдні, в горах Великого Уступу, найвищими з яких є Драконові гори або Дракенсберг, які підіймаються на висоту понад 3000 м над рівнем моря, поширені луки, рідколісся та ліси Драконових гір. На заході плато Хайвельд поступово спускається до напівпустельних рівнин Калахарі та Нама-Кару.
Плато Хайвельд лежить переважно на висоті від 1400 до 1800 м над рівнем моря. Рельєф регіону представлений пласкими або дещо горбистими рівнинами, над якими подекуди підіймаються невисокі скелясті гірські масиви, такі як Вітватерсранд, Магалісберг та Вредефорт-Доум. З геологічної точки зору основу регіону складають пісковики та сланці Кару. На прохолодному та вологому північному сході регіону поширені темно-червоні піщано-суглинкові ґрунти.
Більша частина Хайвельду лежить в басейні річки Вааль, а найпівденніша його частина — у басейні Каледону та безпосередньо у басейні Оранжевої річки. Історично луки регіону відігравали важливу роль у природному очищенні води річок, що беруть початок в Драконових горах і течуть на захід, однак внаслідок будівництва системи гідротехнічних споруд, покликаних забезпечити водопостачання великих міст регіону, функціонування екосистеми було порушено.
В межах Хайвельду розташований Йоганнесбург, найбільше місто Південної Африки, в якому живе понад 5,6 мільйонів людей, а також міста Преторія, Блумфонтейн, Ферінігінг, Велком і Карлтонвілл і урбанізовані райони Вест-Ранд та Іст-Ранд. На кордоні між Хайвельдом та Калахарі лежить місто Кімберлі, відоме своїми алмазами.
Близько половини золота, добутого у світі за всю історію, було видобуто в регіоні Хайвельду з 1880 року. Найбільші родовища золота розташовані в горах Вітватерсранду, навколо міста Йоганнесбург, а менші родовища існують на півночі Фрі-Стейту, поблизу Велкома та Вірджинії. Також Хайвельд багатий на поклади алмазів, вугілля, ванадія та марганця. У сільському господарстві Хайвельда домінує екстенсивне вирощування зернових культур та випасання м'ясних порід великої рогатої худоби, а також інтенсивне вирощування кукурудзи, пшениці, сорго, цитрусових, хауського арахісу, соняшнику та овочів.

## Клімат
На заході регіону домінує напівпустельний клімат (BSk за класифікацією кліматів Кеппена), а на сході — гірський субтропічний клімат (Cwb за класифікацією Кеппена) або вологий субтропічний клімат (Cwa за класифікацією Кеппена). Середня максимальна температура коливається від 21 °C до 24 °C, а середня мінімальна температура — від 3°C до 6°C. Влітку температура може досягати 38°C, а взимку — опускатися до -11°C. Середньорічна кількість опадів коливається від 400 до 900 мм, більшість з яких випадає влітку. В листопаді, грудні та січні вдень часто трапляються сильні грози.

## Флора
Основними рослинними угрупованнями екорегіону є луки, на яких домінують злаки, а також зустрічаються різноманітні геофіти та різнотрав'я. Домінуючими видами трав на луках Хайвельду виступають волосисті гіпарренії (Hyparrhenia hirta), пірамідальні спороболуси (Sporobolus pyramidalis), плакучі гусятники (Eragrostis curvula), гусятники Лехманна (Eragrostis lehmanniana), пильчаста сигнальна трава (Brachiaria serrata), біле буйволове просо (Panicum coloratum) та тритичинкова темеда (Themeda triandra). Серед інших рослин, що зустрічаються в регіоні, слід відзначити акацію Зібера (Vachellia sieberiana), сеарсію Ремана (Searsia rehmanniana), густоцвіте селаго (Selago densiflora), натальську спермакоцію (Spermacoce natalensis), цинанхову кохаутію (Kohautia cynanchica), сизолистий філлантус (Phyllanthus glaucophyllus), дрібнозморшкуватий цмин (Helichrysum rugulosum), безстеблу краббею (Crabbea acaulis) та ринхозію Тотта (Rhynchosia totta).
Внаслідок частих пожеж, а також інтенсивного випасу з боку травоїдних тварин, дерева та кущі є рідкісними в екорегіоні. Вони зустрічаються переважно на заході Хайвельду, у перехідній зоні між луками регіону та напівпустелями Калахарі та Кару. На схід від перехідної зони, у районах, де випадає порівняно мало опадів, поширені "солодкі луки". На них переважають поживні трави, які містять мало волокон і зберігають поживні речовини в листі протягом зими. У найбільш вологих районах на північному заході Хайвельду поширені "кислі луки". Трави, що ростуть на них, є зазвичай короткими та щільними, містять багато клітковини та зберігають поживні речовини в коренях протягом зими, що робить їх несмачними.
Наразі значна частина луків регіону перетворена на сільськогосподарські угіддя, однак незважаючи на те, що природний рослинний покрив Хайвельду дуже фрагментований, тут зустрічаються найбільші збережені ділянки луків у Південній Африці. Аналіз пилку показав, що трави домінували в регіоні принаймні з раннього голоцену, хоча площа різних типів луків могла збільшуватися або скорочуватися у відповідь на зміни клімату.

## Фауна
Серед ссавців, що зустрічаються на луках Хайвельду, слід відзначити африканського буйвола (Syncerus caffer), блакитного гну (Connochaetes taurinus), звичайну канну (Taurotragus oryx), спрингбока (Antidorcas marsupialis), блесбока (Damaliscus pygargus phillipsi), звичайного стенбока (Raphicerus campestris), рудого конгоні (Alcelaphus buselaphus caama), чорного шаблерога (Hippotragus niger), орібі (Ourebia ourebia), звичайного дуїкера (Sylvicapra grimmia), африканського бородавочника (Phacochoerus africanus sundevallii), верветку (Chlorocebus pygerythrus), ведмежого павіана (Papio ursinus), південноафриканського їжака (Atelerix frontalis), капського ховраха (Geosciurus inauris), капського зайця (Lepus capensis) капського довгонога (Pedetes capensis), африканського трубкозуба (Orycteropus afer) та панголіна Теммінка (Smutsia temminckii). Раніше в регіоні зустрічалися гірські зебри (Equus zebra), чорні гну (Connochaetes gnou) та південні білі носороги (Ceratotherium simum simum), однак вони були майже винищені в ході колонізації регіону. Наразі популяції цих видів переважно обмежені заповідниками.
Серед хижих ссавців, поширених в регіоні, слід відзначити африканського леопарда (Panthera pardus pardus), буру гієну (Parahyaena brunnea), капську лисицю (Vulpes chama), звичайного каракала (Caracal caracal), сервала (Leptailurus serval), африканську цивету (Civettictis civetta), африканську смугасту ласицю (Poecilogale albinucha), медоїда (Mellivora capensis) та земляного вовка (Proteles cristatus). Майже ендемічними представниками регіону є грубошерсті златокроти (Chrysospalax villosus) та хайвельдські златокроти (Amblysomus septentrionalis). Фрі-стейтські карликові миші (Mus orangiae) є ендеміками екорегіону.
Орнітофауна екорегіону вирізняється високим різноманіттям. На луках Хайвельду зустрічаються майже ендемічні білокрилі погоничі (Sarothrura ayresi), блакитні корхаани (Eupodotis caerulescens), південні шпорці (Heteromirafra ruddi), південні фірлюки (Mirafra cheniana), чорнощокі трав'янки (Campicoloides bifasciatus) та жовті єрники (Anthus chloris), а також ендемічні в'юркові терери (Spizocorys fringillaris). Серед інших птахів, поширених в регіоні, слід відзначити південного турача (Scleroptila gutturalis), чорноногого турача (Pternistis swainsonii), білочеревого корхаана ( Eupodotis senegalensis), світлокрилу дрохву (Afrotis afraoides), лучну таміку (Cisticola tinniens), бурого мерла (Lamprotornis bicolor), південного магалі-вусаня  (Sporopipes squamifrons), іржастощокого ткачика (Ploceus capensis), чорнощокого луговика (Ortygospiza atricollis), східного жайворонка (Certhilauda semitorquata), капську вівсянку (Emberiza capensis) та рідкісного блакитного журавля (Grus paradisea), національного птаха ПАР.
Через прохолодний клімат регіону на луках Хайвельду трапляється відносно небагато видів плазунів. Поза тим, герпетофауна регіону включає кількох найхарактерніших плазунів Африки, зокрема нільського крокодила (Crocodylus niloticus), нільського варана (Varanus niloticus), білогорлого варана (Varanus albigularis), земляну агаму (Agama aculeata) та південноафриканського пітона (Python natalensis). Ендеміками регіону є велетенські поясохвости (Smaug giganteus). Також в регіоні зустрічається 29 видів амфібій.

## Збереження
Близько 2,45 % площі екорегіону є заповідними територіями. Природоохоронні території включають: Природний заповідник Суйкербосранд, Природний заповідник Верлорен-Валей, Біосферний заповідник Магалісберг та Мисливський резерват Віллем-Преторіус.